# エドワード・ジュリアン・キング
エドワード・ジュリアン・キング（英: Edward Julian King、1866年3月29日 - 1919年頃）は、明治時代に来日したアメリカ合衆国の外交官である。

## 経歴・人物
ニューヨークの生まれ。1881年15歳で海員となる。1892年（明治25年）来日し日本郵船に入社した。2年後の1894年（明治27年）同社の社員であったトーマス・M・ラフィンが退社すると同時にキングも同調して日本郵船を退社した。
退社後は函館に転勤し、ラフィンが設立した外国汽船取扱業を営む「ラフィン商会」の函館支店長となる。1897年（明治30年）、函館の商人石垣隈太郎と共に千島列島のオットセイ・ラッコの狩猟業や輸出業を営んだ。これによって大きな蓄財ができたキングは、7年後の1904年（明治37年）にJ・H・ホーズが病気で急死した後、約20年不在だった函館駐在アメリカ領事に着任した。1919年（大正8年）に横浜で死去したと推定される。